# Gavinot de Thayer
El gavinot de Thayer (Larus thayeri) és una espècie d'ocell de la família dels làrids (Laridae) que habita en estiu les costes de les illes àrtiques del Canadà i passa l'hivern a la costa occidental de Nord-amèrica i a la zona dels Grans Llacs.